# Puerto San Jorge
El Puerto San Jorge es un puerto lacustre y turístico ubicado en el municipio de San Jorge, departamento de Rivas, en la orilla del lago Cocibolca. Operado por la Empresa Portuaria Nacional (EPN), es el principal punto de partida hacia la Isla de Ometepe y uno de los puertos más transitados del país.

## Operaciones
En promedio, el puerto atiende alrededor de 115 naves al mes, movilizando cerca de 10 558 turistas hacia Ometepe y aproximadamente 2 200 toneladas de carga ligera mensualmente (abarrotes, materiales de construcción).
Una fuente del Anuario Estadístico 2019 del MTI/EPN indica que San Jorge movilizó aproximadamente el 53,7 % del total de pasajeros lacustres del país (alrededor de 360 900 usuarios ese año).

## Infraestructura y servicios
El puerto cuenta con una terminal adecuada para embarque y desembarque de pasajeros, áreas de espera, venta de boletos y servicios básicos. Conecta por carretera (NN‑221) con la ciudad de Rivas y otras localidades del departamento.

## Proyectos recientes
En 2015 se inauguró la primera fase de ampliación del muelle, con una plataforma de aproximadamente 19 000 m² y obras diseñadas para atender mayor flujo de pasajeros y embarcaciones hacia Ometepe.

## Importancia estratégica
Puerto San Jorge es vital para el turismo y transporte de pasajeros en Nicaragua; su cercanía a la Isla de Ometepe lo convierte en la ruta principal de acceso al lago Cocibolca. También sirve como punto importante en transporte de abarrotes, materiales del hogar y carga ligera hacia comunidades del oriente del departamento.